# Before that shines brightly.
『Before that shines brightly.』は、Ryu‘sが2011年4月3日にリリースしたアルバムである。

## 解説
- 新録を除くと新曲は1曲目の『風車の下で』のみ

## 収録曲
| 全編曲: 笠浩二。 |                        |        |        |
| #                | タイトル               | 作詞   | 作曲   |
| 1.               | 「風車の下で」         | 笠浩二 | 笠浩二 |
| 2.               | 「TOY BOX 2011」(新録) |        | 笠浩二 |
| 3.               | 「Wing Heart」(新録)   | 笠浩二 | 笠浩二 |
| 4.               | 「消えないkiss」(新録) | 花実   | 笠浩二 |
| 5.               | 「SQUALL」(新録)       | 笠浩二 | 笠浩二 |

## 楽曲解説
1. 風車の下で
本アルバムに収録されている楽曲で唯一の新曲。
2. TOY BOX 2011
アルバム『ハイランダー』に収録されている楽曲の新録。
3. Wing Heart
アルバム『Wing Heart』に収録されている楽曲の新録。
4. 消えないkiss
アルバム『ハイランダー』に収録されているバージョンでは無くシングル『Together as one きずな』に収録されているバージョン。
5. SQUALL
笠が在籍していた『AREX-destiny-』のシングル『Squall』のバージョンやアルバム『AREX-sakura』に収録されていたバージョンとは別バージョン。

## Before that shines brightly. (2012年版)
- 2012年に同じタイトルでジャケットを色違いにし収録曲を変更したアルバムが発売された。

### 収録曲
| #  | タイトル                           | 作詞             | 作曲             |
| -- | ---------------------------------- | ---------------- | ---------------- |
| 1. | 「It's All Right」(新録)           | 笠浩二           | 笠浩二・丸山正剛 |
| 2. | 「涙も消えて」(新録)               | 笠浩二           | 笠浩二           |
| 3. | 「Moon」(新録)                     | 笠浩二・丸山正剛 | 丸山正剛         |
| 4. | 「風車の下で」(ボーナス・トラック) | 笠浩二           | 笠浩二           |

### 楽曲解説
1. It's All Right
笠が在籍していた『AREX-destiny-』のアルバム『AREX-sakura』に収録されていたバージョンや笠のアルバム『ハイランダー』に収録されているものとは別バージョン。
2. 涙も消えて
笠が在籍していた『AREX-destiny-』のアルバム『AREX-sakura』に収録されていたバージョンや笠のアルバム『ハイランダー』に収録されているものとは別バージョン。
3. Moon
アルバム『ハイランダー』に収録されているものとは別バージョン。
4. 風車の下で
2011年版の『Before that shines brightly.』にも収録されている。